# Beți
Beți (nume) este un nume de persoană în România și Basarabia. A fost ortografiat câte odată ca Beț, sau  Băț, în special în Basarabia. Se întâlnește de asemenea și la est de Nistru, sub forma Beț.

## Beț E.
- Elena Beț-profesor din Republica Moldova, specialist în limba engleză

## Băți I.
- Ion Băți -martir

## Beți L.
- Luca Băți(1880-1962) - răzeș fruntaș

## Beț V.
- Vladimir Beț (1834-1894)- anatom rus, histolog